# Eleccions legislatives d'Israel de 1973
Les eleccions legislatives d'Israel de 1973 se celebraren el 31 de desembre de 1973 per a renovar els 120 membres de la Kenésset. Es convocaren poc abans que es fessin públics els resultats de la Comissió Agranat per a depurar responsabilitats pel desastre de la Guerra del Yom Kippur. Va vèncer l'Alineació, i Golda Meïr formà govern amb els Liberals Independents i el Partit Nacional Religiós.
Tanmateix, l'11 d'abril de 1974 es van fer públics els resultats de la Comissió i Golda Meïr va dimitir. Isaac Rabin va formar govern amb Rats, Liberals Independents i les llistes satèl·lit àrabs. Per primer cop, la força dretana Likkud es mostrà com a possible alternativa al govern laborista.

## Resultats
|                                  |                                   |           |       |        |        |
| ← Eleccions a la Kenésset, 1973→ |                                   |           |       |        |        |
|                                  | Candidatura                       | Vots      | %     | Escons | Escons |
| 1973                             | Candidatura                       | Vots      | %     | Dif.   |        |
|                                  | L'Alineació                       | 621.183   | 39,6% | 51     | -5     |
|                                  | Likkud                            | 473.309   | 30,2% | 39     | +7     |
|                                  | Partit Nacional Religiós          | 130.439   | 8,3%  | 10     | -2     |
|                                  | Front Religiós de la Torà         | 60.012    | 3,8%  | 5      | -1     |
|                                  | Liberals Independents             | 56.560    | 3,6%  | 4      | =      |
|                                  | Partit Comunista Israelià (Rakah) | 53.353    | 3,4%  | 4      | +1     |
|                                  | Rats                              | 35.023    | 2,2%  | 3      | Nou    |
|                                  | Progrés i Desenvolupament         | 22.604    | 1,2%  | 2      | =      |
|                                  | Moked                             | 22.147    | 1,4%  | 1      | Nou    |
|                                  | Llista Àrab de Beduïns i Vilatans | 16.408    | 1,0%  | 1      | Nou    |
|                                  | Panteres Negres                   | 13.339    | 0,9%  | 0      | Nou    |
|                                  | Kach                              | 12.911    | 0,8%  | 0      | Nou    |
|                                  | Meri                              | 10.469    | 0,7%  | 0      | -1     |
|                                  | Total (participació 76,9%)        | 1.566.855 | 100%  | 120    | -      |

1. ↑   Es compara el resultat amb els escons que obtingueren per separat els partits Gahal, Llista Nacional i Centre Lliure.
2. ↑   Es compara el resultat amb els escons que obtingueren per separat els partits Agudat Israel i Poalé Agudat Israel.
3. ↑   Es compara el resultat l'escó que tenia Uri Avnery, un dels dos diputats del Ha-Olam ha-Ze – Kóah Hadaix a la legislatura anterior, partit que es trencà per desacords entre els dos diputats.